# Bijela kula u Gradačcu
Bijela kula Husein-kapetana Gradaščevića je dvorac smješten u gradu Gradačcu, u sjeveroistočnoj Bosni i Hercegovini.

## Povijest
Husein-kapetan Gradščević se rodio 1802. godine u Gradačcu, u obiteljskoj kući Gradaščevića, koja se nalazi nedaleko od utvrde. Djetinjstvo je provodio često odlazeći iz obiteljske kuće do utvrde koja je upravo u to vrijeme dobivala svoj izgled po kojem je postala prepoznatljiva.
Utvrda, gdje je bilo kapetanovo sjedište i koja je služila samo za vojnu i administrativnu upravu, a ne i za stanovanje kapetanove obitelji, počela se sredinom 18. stoljeća preuređivati. Prema izvješću iz razdoblja između 1718. i 1739. godine, gradačačka utvrda je prilično čvrsto zidana i okružena kanalom. Osigurana je trima bitnicama s 15 teških topova. U utvrdi se nalazio kapetan koji je zapovijedao i utvrđenim gradovima Srebrenikom i Sokolom. Utvrda i čitav stari grad počeli su se preuređivati 1765. godine u vrijeme Mehmed‐kapetana Gradaščevića. Taj posao je nastavljen za Osman-kapetana Gradaščevića 1808. i Murat-kapetana Gradaščevića 1818./1819. godine, a završena je podizanjem Bijele kule 1824. godine. Nije u potpunosti sigurno da je Husein-kapetan Gradaščević podigao Bijelu kulu, ali se najčešće ta kula naziva Bijela kula Husein-kapetana Gradaščevića.
Bijela kula je bila sjedište kapetana, gdje se nalazila vojska pa zbog toga na kulu nisu dolazile žene. Majka Husein-kapetana Gradaščevića je bila jedina žena koja je otišla na Bijelu kulu, i to samo, da bi izdala naredbu. Naime, kada je Ali-paša Fidahić pozvao Husein-kapetana Gradaščevića u pomoć, da sačuva kapetaniju u Zvorniku, koju je htio preuzeti njegov rođak, Gradaščević je s vojkom krenuo u pravcu Zvornika. U isto vrijeme, stražar Bijele kule je obavijestio Gradaščevićevu majku da su primijetili da austrijska vojska grupira svoje postrojbe i da prijeti opasnost Gradačcu. Saznavši za ovo, Melek-hanuma odlazi na Bijelu kulu i izdaje naredbu topniku da ispali tri hitca, što je ovaj i učinio. Vojska Husein-kapetana već je bila stigla u Ćehaje. Kada je čuo ugovoreni znak, Gradaščević se vratio s vojskom da zaštiti Gradačac od napada.

### Rat u Bosni i Hercegovini
Dana 18. lipnja 1992. godine, s položaja pod nadzorom VRS-a, topničkim djelovanjem, bombardirana je kula Husein-kapetana Gradaščevića. Sahat-kula, koja se nalazi u blizini Bijele kule, te kapi-kule, nisu bile pošteđene u ovom napadu, kao ni okolne zgrade u užoj jezgri grada.

## Odlike
Unutar široko razvedenih bedema ovog fortifikacijskog sustava koji ima tri ulaza osigurana kapi-kulama, nalazi se, 18 m visoka, od opeke sagrađena trokatna kula, s tornjem na vrhu. Masivno građeni četverokatni toranj, kvadratne osnove, visok 22 m, najmlađi je objekt te vrste u Bosni i Hercegovini. Bijela kula Husein-kapetana Gradaščevića glavno je obilježje Gradačca. Ona dominira krajolikom, podignuta na najvišoj točki na ovom prostoru gdje završava posavska ravnica i počinju se uzdizati bosanska brda. S kule se pruža pogled na pet gradova – Odžak, Bosanski Šamac, Orašje, Brčko i Modriču.  
Sastoji se od dva gabarita (kule, koja je viša i konaka, koji je niži), pri čemu kula i konak kao da "urastaju" jedno u drugo spajajući se zidom u prizemlju, prvom i drugom katu, da bi kula nadvisila konak još jednim katom i čardakom s isturenom čatmom kao promatračnicom i vidikovcem, iz čega se može pretpostaviti da je kula već postojala, kao dio obrambenog sustava iz ranijeg vremena, a da je konak dograđen kasnije. Još neka arhitektonska rješenja idu u prilog ovoj pretpostavci (debljina zidova kule unutar konaka ista je kao i debljina vanjskih zidova). Vjerojatno je Husein‐kapetan Gradaščević popravljao ovu kulu. Moguće je, da je konak postojao kao sjedište kapetana, a da je Husein‐kapetan Gradaščević uz konak dogradio i kulu. U prizemlju su tri prostorije s bačvastim svodovima, a na prvom i drugom katu bilo je po pet soba simetrično raspoređenih oko središnjeg stubišta i predsoblja. Prilikom adaptacije kule za suvremenu ugostiteljsku namjenu, na objektu su dodane betonske i armirano-betonske konstrukcije.
Osnovica kule je 7,40 x 7,30 m, dok čitav objekt, uključujući i konak ima dimenzije 15,50 x 12,50 m. Debljina zidova koji je okružuju je 1 m. Kula je građena kao vojni kompleks, kao sustav obrane grada, u kojem je bila smještena vojska i gradska uprava. Nedaleko od nje se nalazi sahat-kula i Husejnija džamija. 
Bijela kula je služila isključivo za vojne i administrativne poslove, i u njoj je bilo sjedište kapetana. Niti se Husein-kapetan tu rodio, niti je ovdje njegova obitelj živjela, nego je Husein-kapetan upravljao kapetanijom s ovog mjesta. Po ukidanju kapetanije, u njoj se nalazilo sjedište upravne vlasti, dok je kasnije služila kao vojarna i vojni objekt. 
Pod zaštitom države je od 1962., a 2004. godine je uvrštena na popis nacionalnih spomenika Bosne i Hercegovine.

## Danas
Bijela kula je simbol Gradačca. Zauzima središnje mjesto na grbu Grada Gradačca. Kompleks Starog grada u Gradačcu u kojem se nalazi i Bijela kula Husein-kapetana Gradaščevića predstavlja jednu od najznačajnijih povijesnih građevina u Bosni i Hercegovini, a ovaj nacionalni spomenik godišnje posjeti tisuće ljudi. Godine 2003. Bijela kula je pod nadzorom Komisije za zaštitu nacionalnih spomenika Bosne i Hercegovine restaurirana, i prilagođena je suvremenim ugostiteljskim potrebama. Na vrhu kule, odakle se vide cijeli Gradačac i okolina, danas se nalazi restoran, u kojem se služe tradicionalna bosanska jela.

## Vanjske poveznice
- Gradačac: Kula Zmaja od Bosne građena je gotovo stotinu godina